# Пандекты Никона Черногорца
«Панде́кты» (от греч. πανδέκτης — «всеобъемлющий», «всеохватный») — компилятивное сочинение, сборник правил монашеской жизни, составленный в период 1059—1067 годов, в подражание «Пандектам» Антиоха, монахом Никоном Черногорцем, жившем в монастыре около Антиохии.

## Содержание
Включает в себя выписки из творений святых отцов, соборных постановлений и других христианских памятников.
Разделён на 63 главы. Полное название книги: греч. Ἑρμηνεία τῶν ἐντολῶν τοῦ Κυρίου — «Истолкование заповедей Господних»; в рукописях существует иное название: греч. Πανδέκτης τῶν ἑρμηνειῶν τῶν θείων ἐντολῶν τοῦ Κυρίου — «Пандект истолкований божественных заповедей Господних», от него и произошло русское название книги. Сам Никон характеризовал свой труд как «большую книгу» — греч. Μέγα Βιβλίον, «всеобъемлющую и большую книгу» — греч. Παγκόσμιον καὶ Μέγα Βιβλίον.

## Текстология
В конце XII века книга была переведена на древнерусский язык и получила широкое распространение на Руси. Сборник имел сильное влияние на духовное просвещение древнерусского читателя. В XIV веке был сделан другой южнославянский перевод «Пандектов». Сохранились многочисленные списки «Пандектов» в самых различных местах Руси.

## Издания
В 1595 году в Вильно были изданы 12 из 63 глав Пандектов. В начале XVII века в Москве было предпринято печатное издание славянской версии «Пандектов» и «Тактикона» Никона, однако это предприятие приостановилось в самом начале. В 1795 году в Почаеве оба сочинения были напечатаны по рукописи 1670 года. В 1889 году почаевское издание было напечатано в Москве.
В древности «Пандекты» также были переведены на арабский язык, однако текст на арабском никогда не издавался. Из греческого оригинала Пандектов изданы только фрагменты. В отличие от южнославянского списка, древнерусский список XII века не издавался до 1998 года, когда К. А. Максимович издал оба текста: оригинальный греческий и древнерусский XII века.

## Источник
- Пандекты, сочинение Никона Черногорца // Энциклопедический словарь Брокгауза и Ефрона : в 86 т. (82 т. и 4 доп.). — СПб., 1890—1907.